# نیکی روتیمن
نیکی روتیمن (انگلیسی: Niki Rüttimann؛ زادهٔ ۱۲ اوت ۱۹۶۲) دوچرخه‌سوار اهل سوئیس است.
وی در مسابقات کشوری و بین‌المللی در مجموع برندهٔ ۱ مدال نقره شده‌است.